# Seznam portugalských královen
Seznam portugalských královen zahrnuje manželky panovníků Portugalského království, jimž náležel titul královna, počínaje rokem 1143, kdy na portugalský trůn usedl první král Alfons I., pocházející z rodu Burgundských. Tyto ženy kromě Marie I. a Marie II. samy nevládly, stály pouze po boku svých mužů, maximálně byly pouze v několika případech regentkami za své neplnoleté děti.

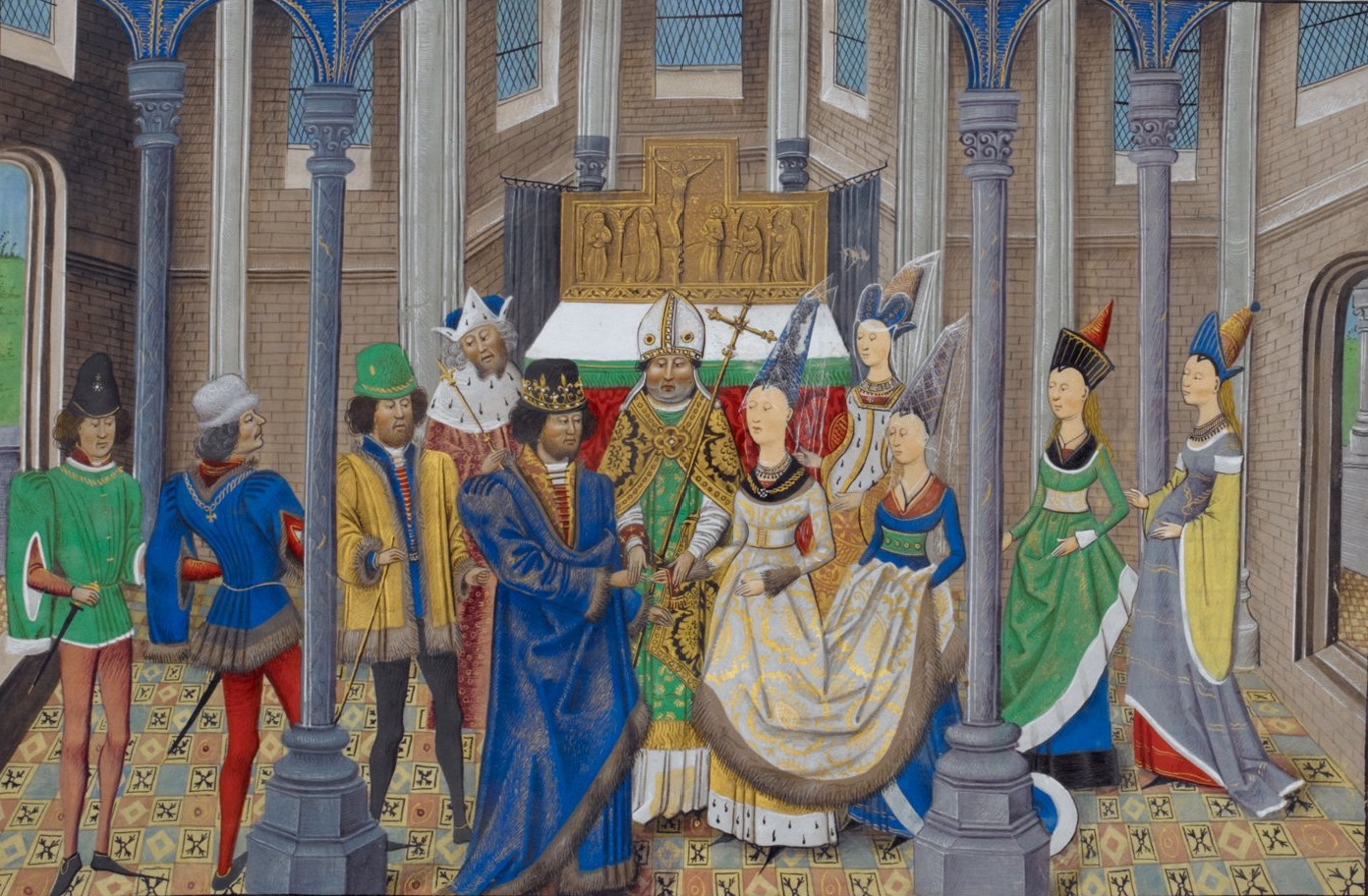
Sňatek portugalského krále Jana I. a Filipy z Lancasteru

Pro přehlednost jsou královny řazeny podle vládnoucích dynastií, ke kterým příslušeli jejich manželé.
Na portugalském královském trůně se vystřídaly čtyři vládnoucí dynastie:
- Burgundští, Alfonzova dynastie (1143–1383/85)
- Avizové, Janova dynastie (1385–1580)
- Habsburkové, Filipova dynastie (1580–1640)
- Braganzové (1640–1910)

## Burgundští(1143–1383)
| Portrét | Jméno                     | Dynastie                     | Narození – úmrtí | Sňatek | Královnou od – do | Manžel       |
| ------- | ------------------------- | ---------------------------- | ---------------- | ------ | ----------------- | ------------ |
|         | Matilda Savojská          | Savojští                     | 1125–1157        | 1146   | 1146–1157         | Alfons I.    |
|         | Dulce Aragonská           | Barcelonská dynastie         | 1152–1198        | 1175   | 1185–1198         | Sancho I.    |
|         | Urraca Kastilská          | Burgundsko-ivrejská dynastie | 1186–1220        | 1208   | 1211–1220         | Alfons II.   |
|         | Mécia Lopes de Haro       | Haro                         | 1215–1270        | 1239   | 1239–1246         | Sancho II.   |
|         | Matylda z Boulogne        | Dammartinové                 | 1202–1262        | 1235   | 1248–1253         | Alfons III.  |
|         | Beatrix Kastilská         | Burgundsko-ivrejská dynastie | 1242–1303        | 1253   | 1253–1279         | Alfons III.  |
| Portrét | Jméno                     | Dynastie                     | Narození – úmrtí | Sňatek | Královnou od – do | Manžel       |
|         | sv. Alžběta Portugalská   | Barcelonská dynastie         | 1271–1336        | 1282   | 1282–1325         | Dinis I.     |
|         | Beatrix Kastilská         | Burgundsko-ivrejská dynastie | 1293–1359        | 1309   | 1325–1357         | Alfons IV.   |
|         | Inés de Castro            | Kastilie                     | 1325–1355        | ?      | 1360              | Petr I.      |
|         | Eleonora Teles de Menezes |                              | 1340–1386        | 1371   | 1371–1383         | Ferdinand I. |
|         | Beatrix Portugalská       | Burgundští                   | 1372–1410        | 1383   | 1383–1385         | Jan I.       |

## Avizové(1385–1580)
| Portrét | Jméno                                   | Dynastie     | Narození – úmrtí | Sňatek | Královnou od – do | Manžel    |
| ------- | --------------------------------------- | ------------ | ---------------- | ------ | ----------------- | --------- |
|         | Filipa z Lancasteru                     | Lancasterové | 1360–1415        | 1387   | 1387–1415         | Jan I.    |
|         | Eleonora Aragonská                      | Trastámarové | 1402–1445        | 1428   | 1433–1438         | Eduard I. |
|         | Isabela z Coimbry                       | Avis         | 1432–1455        | 1477   | 1447–1455         | Alfons V. |
|         | Jana Kastilská                          | Trastámarové | 1462–1530        | 1475   | 1475–1481         | Alfons V. |
|         | Eleonora z Viseu (Eleonora Portugalská) | Avis         | 1360–1415        | 1387   | 1481–1495         | Jan II.   |
| Portrét | Jméno                                   | Dynastie     | Narození – úmrtí | Sňatek | Královnou od – do | Manžel    |
|         | Isabela Aragonská                       | Trastámarové | 1470–1498        | 1490   | 1497–1498         | Manuel I. |
|         | Marie Aragonská                         | Trastámarové | 1482–1517        | 1500   | 1500–1517         | Manuel I. |
|         | Eleonora Habsburská                     | Habsburkové  | 1498–1558        | 1518   | 1518–1521         | Manuel I. |
|         | Kateřina Habsburská                     | Habsburkové  | 1507–1578        | 1525   | 1525–1557         | Jan III.  |

## Habsburkové– Personální unie Španělsko-Portugalská (1580–1640)
| Portrét | Jméno              | Dynastie    | Narození – úmrtí | Sňatek | Královnou od – do | Manžel                                 |
| ------- | ------------------ | ----------- | ---------------- | ------ | ----------------- | -------------------------------------- |
|         | Anna Habsburská    | Habsburkové | 1549–1580        | 1570   | 1580–1580         | Filip I. Portugalský (II. Španělský)   |
|         | Markéta Štýrská    | Habsburkové | 1584–1611        | 1599   | 1599–1611         | Filip II. Portugalský (III. Španělský) |
|         | Izabela Bourbonská | Bourboni    | 1603–1644        | 1615   | 1621–1640         | Filip III. Portugalský (IV. Španělský) |

## Braganzové(1640–1853)
| Portrét | Jméno                                 | Dynastie         | Narození – úmrtí | Sňatek    | Královnou od – do   | Manžel                 |
| ------- | ------------------------------------- | ---------------- | ---------------- | --------- | ------------------- | ---------------------- |
|         | Luisa de Guzmán                       | Medina – Sidonie | 1613–1666        | 1633      | 1640–1656           | Jan IV.                |
|         | Marie Františka Isabela Savojská      | Savojští         | 1646–1683        | 1666 1668 | 1666–1668 1683–1683 | Alfons VI. Petr II.    |
|         | Marie Sofie Falcká                    | Wittelsbachové   | 1666–1699        | 1687      | 1687–1699           | Petr II.               |
|         | Marie Anna Habsburská                 | Habsburkové      | 1683–1754        | 1708      | 1708–1750           | Jan V.                 |
|         | Mariana Viktorie Španělská            | Bourboni         | 1718–1781        | 1729      | 1750–1777           | Josef I.               |
|         | Marie I.                              | Braganzové       | 1734–1818        | 1760      | 1777–1816           | Petr III.              |
| Portrét | Jméno                                 | Dynastie         | Narození – úmrtí | Sňatek    | Královnou od – do   | Manžel                 |
|         | Šarlota Španělská                     | Bourboni         | 1775–1830        | 1785      | 1816–1826           | Jan VI.                |
|         | Marie Leopoldina Habsbursko-Lotrinská | Habsburkové      | 1797–1826        | 1817      | 1826–1826           | Petr IV.               |
|         | Marie II.                             | Braganzové       | 1819–1853        | 1836      | 1826–1828           | se strýcem Michalem I. |
|         | Marie II.                             | Braganzové       | 1819–1853        | 1836      | 1834–1853           | Ferdinand II.          |

## Braganza-Sasko-Koburg-Gotha(1837–1910)
| Portrét | Jméno                                              | Dynastie           | Narození – úmrtí | Sňatek | Královnou od – do | Manžel     |
| ------- | -------------------------------------------------- | ------------------ | ---------------- | ------ | ----------------- | ---------- |
|         | Adelaida z Löwenstein-Wertheim-Rosenbergu, v exilu | Löwensteinové      | 1831–1909        | 1851   |                   | Michal I.  |
|         | Stefanie                                           | Hohenzollernové    | 1837–1859        | 1858   | 1858–1859         | Petr V.    |
|         | Marie Pia Savojská                                 | Savojští           | 1847–1911        | 1862   | 1861–1889         | Ludvík I.  |
|         | Amélie Orleánská, poslední portugalská královna    | Bourboni/Orleánští | 1865–1951        | 1886   | 1889–1908         | Karel I.   |
|         | Augusta Viktorie, v exilu                          | Hohenzollernové    | 1890–1966        | 1913   |                   | Manuel II. |